# أنتون غاديفورس
أنتون غاديفورس مواليد 4 نوفمبر 1989 في السويد، هو لاعب كرة سلة سويدي. بدأ مسيرته الاحترافية في سنة 2006. يلعب مع نادي أوبسالا لكرة السلة في الدوري السويدي لكرة السلة.

## المسيرة الاحترافية
لعب مع نادي أوبسالا لكرة السلة من سنة 2006 إلى 2010، ثم لعب مع نادي رادنيتشكي كراغوييفاتس لكرة السلة من سنة 2010 إلى 2012، ثم لعب مع سندسفال دراغونز في موسم 2012–2013، ثم لعب مع نادي أوبسالا لكرة السلة في سنة 2014.

## روابط خارجية
- أنتون غاديفورس على موقع الاتحاد الدولي لكرة السلة (الإنجليزية)
- أنتون غاديفورس على موقع كرة السلة الأوروبية.كوم (الإنجليزية)
- أنتون غاديفورس على موقع ريلجم (الإنجليزية)
- أنتون غاديفورس على موقع بروبوليرز (الإنجليزية)
- أنتون غاديفورس على موقع سبورتس رفرنس (الإنجليزية)